# 태브릿 베설
태브릿 베설(Tabrett Bethell, 1981년 5월 31일 ~ )은 오스트레일리아의 배우이다.

## 출연 작품
- 미스트리스 4 (2016)
- 더 그레이트 서커스 (2013)
- 더 클리닉 (2009)
- 레전드 오브 시커 (2008)